# Dolina Przednia Krzemienna

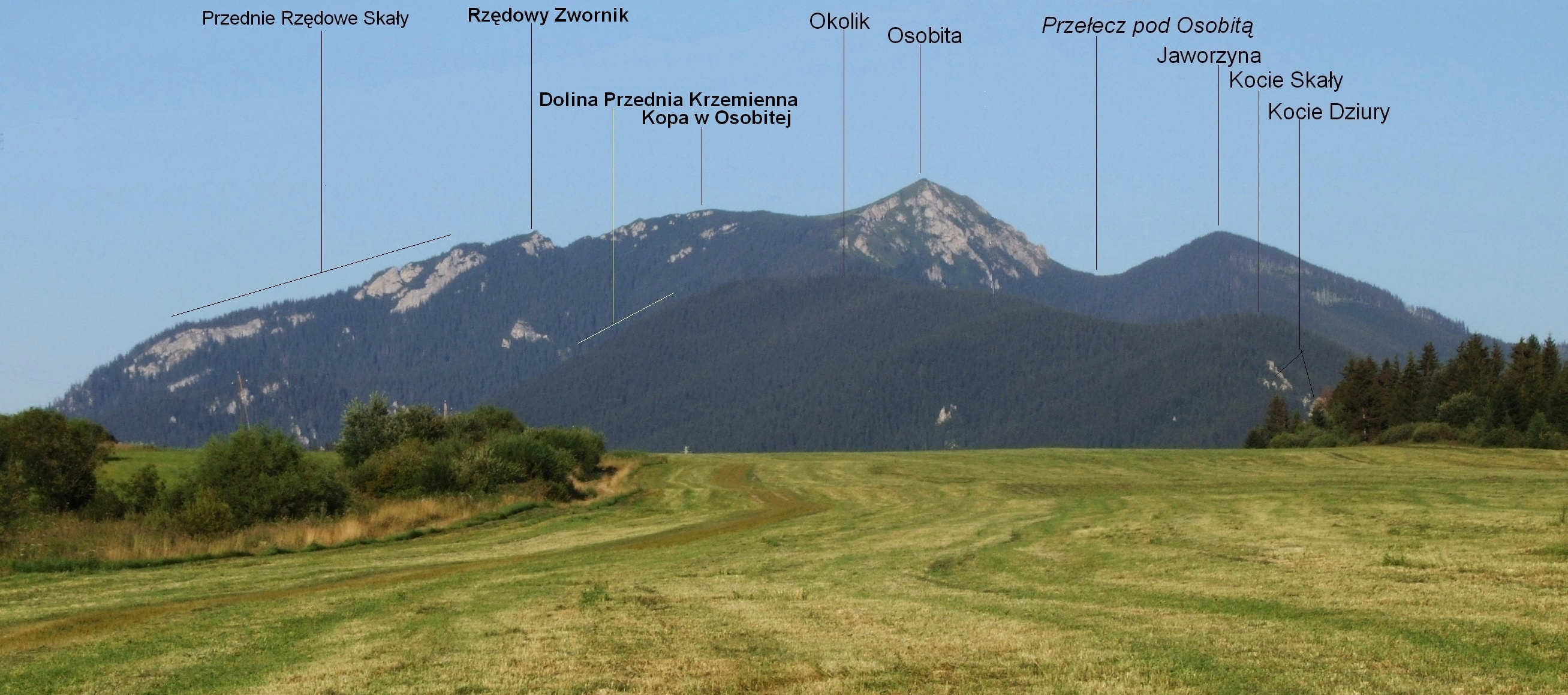
Widok z wału Między Bory

Dolina Przednia Krzemienna (słow. Predná Kremenná dolina) – dolina w słowackich Tatrach Zachodnich, będąca orograficznie lewym odgałęzieniem Doliny Błotnej. Na polskiej mapie ma nazwę Skrajna Krzemienna Dolina (Krajná Kremenná dolina). Wcina się w północno-zachodnie stoki masywu Osobitej. Opada spod grani Osobita (1687 m) – Rzędowy Zwornik (1589 m) w północno-zachodnim kierunku i na wysokości około 900 m, naprzeciwko leśniczówki Błotna (horáreň Blatná) uchodzi do Doliny Błotnej. Orograficznie lewe zbocza doliny tworzy północno-zachodnim grzbiet Osobitej do Okolika i północna grzęda Okolika, zbocza prawe północno-zachodnia grań Rzędowego Zwornika poprzez wierzchołek Krzemienna opadająca do Doliny Błotnej nieco po zachodniej stronie przełęczy Borek.
Dolina Krzemienna Przednia jest jedną z trzech położonych obok siebie Dolin Krzemiennych. Pozostałe to Dolina Pośrednia Krzemienna i Dolina Zadnia Krzemienna. Jest całkowicie zalesiona, a w najwyższych partiach porośnięta kosodrzewiną. Jej dnem spływa Krzemienny Potok (Kremenný potok). Znaczna część doliny wchodzi w skład obszaru ochrony ścisłej Rezervácia Osobitá.